# Diplacrum guianense
Diplacrum guianense là loài thực vật có hoa trong họ Cói. Loài này được (Nees) T.Koyama mô tả khoa học đầu tiên năm 1967.